# Mühlumschwung
Der Mühlumschwung, auch Spreizumschwung genannt, ist ein Turnelement am Reck. 

## Überblick
Aus dem hohen Spreizstütz (Schultern zur Reckstange drücken) im Kammgriff wird das vordere Bein angehoben und die Drehung nach vorn eingeleitet. Nach Durchschwingen der Senkrechten werden die Beine bei gestreckter Hüfte zusammengeführt, bis der Stütz erreicht ist. Der Mühlumschwung kann neben vorwärts auch rückwärts und seitwärts geturnt werden. Der Mühlumschwung vorwärts wird prinzipiell ganzheitsmethodisch und mit Hilfegebung gelehrt.  

## Bewegungsablauf
Die Ausgangsposition ist der Seitspreizsitz, ein Seitsitz mit quer gegrätschten Beinen mit Kammgriff. Zu dem Bewegungsansatz gehört das Herausheben aus den Schultern in den flüchtigen freien Stütz und Verlagerung des Stangenkontakts auf die Vorderseite des hinteren Oberschenkels (hohe Körperschwerpunktlage). Das vordere Bein wird gestreckt angehoben, der Kopf wird in Verlängerung des Rumpfs gehalten. Mit einem großen Schritt nach vorne bei gestreckten Armen mit Vorverlagern und Absenken des gestreckten Oberkörpers und Vorziehen des Kopfes wird die Hauptphase eingeleitet. Das Ziel ist eine Gewichtsverlagerung ins rotationsauslösende Ungleichgewicht durch Wegverlagerung der Körpermassen vom Drehpunkt (Stange). Der gestreckte Körper beginnt, mit Oberschenkelkontakt an der Stange, um die feste Drehachse zu fallen und zu rotieren. Der Oberkörper wird nun schnellkräftig stark gerundet und die Arme werden leicht gebeugt, damit wird die Masse an die Drehachse herangezogen und die Trägheit verringert. Der Spreizwinkel der Beine verringert sich. Das vordere Bein nimmt mit der Rückseite Stangenkontakt auf und hebelt als Beinstütz den Körper weiter hoch, während das hintere Bein nach unten hinten schwingt (Beinwinkel öffnet sich wieder), um den Körper mit hochzuhebeln. Die Hände müssen mit Druck auf die Stange schnell nachstützen und die Schultern über die Stange vorgeschoben werden. Die Endposition ist durch ein Ausbalancieren der Seitsitzposition und Aufrichten in den Seitstütz gekennzeichnet.

### Hilfestellung
Ein bis zwei helfende Partner stehen auf der Seite der Aufwärtsphase, d. h. hinter dem Rücken des Turnenden. Sie greifen unter der Stange durch und umfassen so das Handgelenk, dass sie ihren eigenen Handrücken sehen können. Der Daumen umschließt das Handgelenk.  
Der Mühlumschwung ist als Übung 6 bei den Bundesjugendspielen Turnen für Mädchen gefordert.